# 6888.º Batalhão do Diretório Postal Central
O 6888.º Batalhão do Diretório Postal Central, apelidado de " Seis Triplo Oito ", foi um batalhão todo negro do Corpo do Exército Feminino (WAC). O 6888º tinha 855 mulheres negras, tanto alistadas quanto oficiais, e era liderado pela Major Charity Adams. Foi o único batalhão totalmente feminino de negros no exterior durante a Segunda Guerra Mundial. O lema do grupo era "Sem correio, moral baixo".
O batalhão foi organizado em cinco companhias, Sede, Companhia A, Companhia B, Companhia C e Companhia D. A maior parte do 6888º trabalhava como balconistas dos Correios, mas outras eram cozinheiras, mecânicos e ocupavam outros cargos de apoio, de modo que o 6888º era uma unidade autossuficiente.